# Address Resolution Protocol
Protocolo de Resolução de Endereços (do inglês: Address Resolution Protocol - ARP) é um padrão da telecomunicação, mais especificamente em redes de computadores, definido pela RFC 826 em 1982, usado para resolução de endereços (conversão) da camada de internet em endereços da camada de enlace. É o Padrão Internet STD 37, e também é o nome do programa para manipulação desses endereços na maioria dos sistemas operacionais.
A conversão de endereços entre as camadas (rede e enlace) é uma função crítica em redes de múltiplos acessos. O ARP mapeia um endereço de rede (por exemplo, um endereço IPv4) em um endereço físico como um endereço Ethernet (ou endereço MAC).
Este protocolo foi implementado com muitas combinações de tecnologias da camada de rede e de enlace de dados, como IPv4, Chaosnet, DECnet e Xerox PARC Universal Packet (PUP) usando padrões I3E 802, FDDI, X.25, Frame Relay e Asynchronous Transfer Mode (ATM). IPv4 sobre I3E 802.3 e I3E 802.11 é o caso mais comum.
Em redes Internet Protocol Version 6 (IPv6), a funcionalidade do ARP é fornecida através do Protocolo de Descoberta de Vizinhos (do inglês Neighbor Discovery Protocol - NDP).

## Escopo de operação
O Address Resolution Protocol é um protocolo de requisição e resposta que é executado encapsulado pelo protocolo da linha. A requisição (request) é realizada por via de Broadcast, solicitando o endereço físico (MAC) de uma determinada máquina através do seu endereço lógico (IP). Por sua vez, a resposta (reply) é fornecida de forma direta (Unicast) pela máquina com o endereço lógico requisitado, contendo então o endereço físico da mesma. No final da operação, ambos os intervenientes guardam os dados um do outro em cache de forma a otimizar a rede.
Ele é comunicado dentro dos limites de uma única rede, nunca roteado entre nós de redes. Esta propriedade coloca o ARP na camada de enlace do conjunto de protocolos da Internet, enquanto que no modelo Open Systems Interconnection (OSI), é frequentemente descrito como residindo na Camada 3, sendo encapsulado pelos protocolos da Camada 2. Entretanto, o ARP não foi desenvolvido no framework OSI.

## Proxy ARP
O Proxy ARP é uma variação do ARP, possibilita que uma organização possua somente um endereço IP para suas diversas redes.
Nesse caso, todas as redes estão conectadas a um router. Quando um host quiser se comunicar com um host de outra rede (sem saber seu endereço MAC), ele irá despejar um pacote com o número IP do host destino. Mas nesse caso o pacote é interceptado primeiramente pelo router, que retorna ao host destino seu próprio endereço MAC. A informação subseqüente será então orientada para o router, que a redirecionará para o host destino, de acordo com a sua própria tabela de endereços.